# Kim Eriksen
Kim Eriksen (Silkeborg, 10 de febrer de 1964) va ser ciclista danès, professional del 1984 al 1989. Va combinar el ciclisme en pista amb la carretera.

## Palmarès en ruta
- 1983
  -  Campió de Dinamarca en Contrarellotge per equips
  - 1r al Trofeu Matteotti sub-23
  - Vencedor de 2 etapes al Giro de les Regions
- 1984
  -  Campió de Dinamarca en Ruta amateur
  - 1r al Berliner Etappenfahrt
  - Vencedor de 2 etapes a la Volta a Suècia
  - Vencedor d'una etapa a la Sealink Race
- 1988
  - Vencedor d'una etapa a la Volta a Dinamarca

### Resultats al Giro d'Itàlia
- 1985. 113è de la classificació general
- 1986. 119è de la classificació general

## Palmarès en pista
- 1989
  - 1r als Sis dies de Perth (amb Kim Eriksen)